# Невелон Аррасский
Невелон Аррасский (фр. Nevelon d'Arras; ум. после 1217) — четвертый по счету маршал Франции.
Происхождение неизвестно. У отца Ансельма фигурирует как второй по счету маршал, между Альбериком и Анри I Клеманами.
Секретарь Пинар полагает, что он сменил в должности Гийома де Бурнеля. По данным королевского советника и штатного аудитора королевских счетов Никола Брюсселя маршал Франции Невелон Аррасский в 1202 и 1217 годах был бальи Арраса. Пинар считает вторую дату ошибочной применительно к маршальству (он полагает, что Невелон был маршалом в 1202—1203 годах), так как в то время упоминаются другие маршалы, но допускает, что тот мог быть исполняющим обязанности вместо Жана Клемана, который в то время был еще слишком молод.